# Западные горы Гаро
Западные горы Гаро (англ. West Garo Hills) — округ в индийском штате Мегхалая. Образован в 1976 году из части территории округа Горы Гаро. В 1992 году из части территории округа был создан новый округ Южные горы Гаро. Административный центр — город Тура. Площадь округа — 3714 км². По данным всеиндийской переписи 2001 года население округа составляло 518 390 человек. Уровень грамотности взрослого населения составлял 50,7 %, что ниже среднеиндийского уровня (59,5 %). Доля городского населения составляла 11,4 %.